# Les Scouts – Fédération des Scouts Baden-Powell de Belgique
Les Scouts – Fédération des Scouts Baden-Powell de Belgique, kurz Les Scouts, ist ein belgischer Pfadfinderverband. Er ist in der Französischen Gemeinschaft Belgiens und der Deutschsprachigen Gemeinschaft in Ostbelgien aktiv. Im Verband sind rund 48.000 Pfadfinderinnen und Pfadfinder zusammengeschlossen. Les Scouts stehen der katholischen Kirche nahe, sind aber keine kirchliche Organisation.
Der Verband entstand 1923 aus der Aufspaltung der Belgian Catholic Scouts in die Fédération des Scouts Catholiques und den Vlaams Verbond voor Katholieke Scouts (heute Scouts en Gidsen Vlaanderen). 1999 änderte er seinen Namen in Fédération Catholique des Scouts Baden Powell de Belgique und 2008 in Les Scouts – Fédération des Scouts Baden-Powell de Belgique.
Der Sitz ist Brüssel.

## Stufen
Die Pfadfindergruppen des Verbandes arbeiten wie bei allen Pfadfindern üblich in altersgerechten Stufen. Les Scouts haben vier Stufen:
- Les baladins (6–8 Jahre)
- Les louveteaux (8–12 Jahre)
- Les éclaireurs (12–16 Jahre)
- Les pionniers (16–18 Jahre)